# Jeanette Guysi
Pour les articles homonymes, voir Guysi.
Jeanette Guysi, née le 10 mars 1873 à Cincinnati dans l'état de l'Ohio et morte le 6 janvier 1966 à Birmingham dans l'état du Michigan aux États-Unis, est une créatrice de bijoux et une peintre paysagiste et de nature morte américaine, dont la carrière est liée à celle de sa sœur aînée, Alice Viola Guysi.

## Biographie
Jeanette Guysi naît à Cincinnati dans l'état de l'Ohio en 1873. Après une instruction privée, elle étudie auprès du peintre William Sartain à l'académie américaine des beaux-arts de New York, avant de partir en France en compagnie de sa sœur Alice Viola Guysi terminer sa formation à l'académie Colarossi de Paris. En 1891 et 1892, elle participe au Salon des artistes français et participe l'année suivante à l'exposition universelle de Chicago au sein du Woman's Building. En 1896, elle s'installe avec sa sœur à Détroit dans l'état du Michigan et occupe plusieurs postes en rapport avec l'enseignement au sein de la Detroit Museum School of Art. Elle poursuit en parallèle sa carrière de peintre et réalise des bijoux. Elle décède dans la ville voisine de Birmingham en 1966.